# Madonna dei Consoli
La Madonna dei Consoli è una pittura su tavola di Nicolò Alunno. Dipinta nel 1457 come parte di un polittico, è la più antica fra le opere attribuite con certezza all'artista di Foligno. L'opera, che reca la data e la firma dell'autore, è conservata nella Pinacoteca comunale di Deruta.

## Storia e descrizione

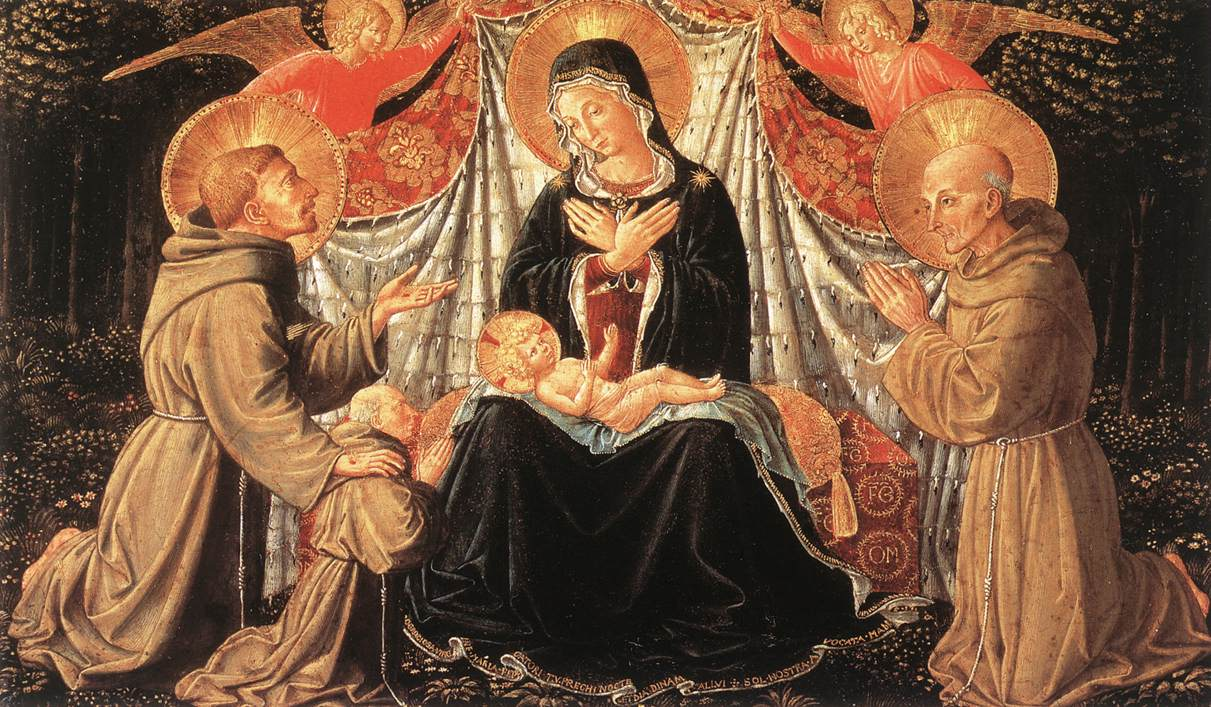
Benozzo Gozzoli, Madonna col Bambino tra i santi Francesco e Bernardino e il donatore fra Iacopo da Montefalco, Vienna, Kunsthistorisches Museum.

La pala della Madonna dei Consoli fu realizzata, come indica il nome, per la chiesa francescana di Santa Maria dei Consoli, l'attuale Chiesa di San Francesco.
Se ne conserva il solo scomparto centrale, ma è possibile risalire alla forma originaria grazie ad una descrizione di Giuseppe Fabretti (XIX sec.). Sappiamo così che nello scomparto di sinistra trovavano posto Santa Caterina d'Alessandria e San Ludovico da Tolosa; a destra figuravano invece Sant'Antonio da Padova e San Sebastiano.
Secondo lo stesso Fabretti, i laterali vennero segati nella prima metà dell'Ottocento, e venduti dal padre guardiano del convento. Lo scomparto centrale invece venne utilizzato come finestrone per le scale dell'edificio conventuale. Più tardi fu anch'esso venduto ad un rigattiere di Perugia, che a sua volta lo girò all'Accademia di Belle Arti, la quale fu però costretta a restituirlo al comune derutese nel 1825, per intervento del Carmelengato. La tavola, che aveva subito anche un intervento di restauro per mano di Luigi Carattoli, fu allora collocato nel coro della chiesa francescana, dove restò fino ai primi anni del Novecento, quando fu trasferita nella Pinacoteca comunale.
Il polittico, firmato e datato 1457, è la prima opera documentata di Nicolò Alunno e gli fu commissionato da "Jacobus Rubei de Deruta", personaggio rappresentato in basso tra San Francesco e San Bernardino da Siena, forse un vasaio, come lascerebbe pensare la presenza di Santa Caterina d'Alessandria.
L'occasione potrebbe essere stata l'epidemia di peste che colpì la città tra 1456 e 1458, cui sembra alludere la presenza di San Sebastiano, invocato solitamente contro il terribile morbo. Nonostante la derivazione anche iconografica dell'opera da un'altra realizzata pochi anni prima dal fiorentino Benozzo Gozzoli per fra Iacopo da Montefalco, evidente vi è l'ispirazione all'Angelico, probabilmente conosciuto anche direttamente, nel colore brillante, il plasticismo e gli interessi spaziali. 

## Galleria d'immagini

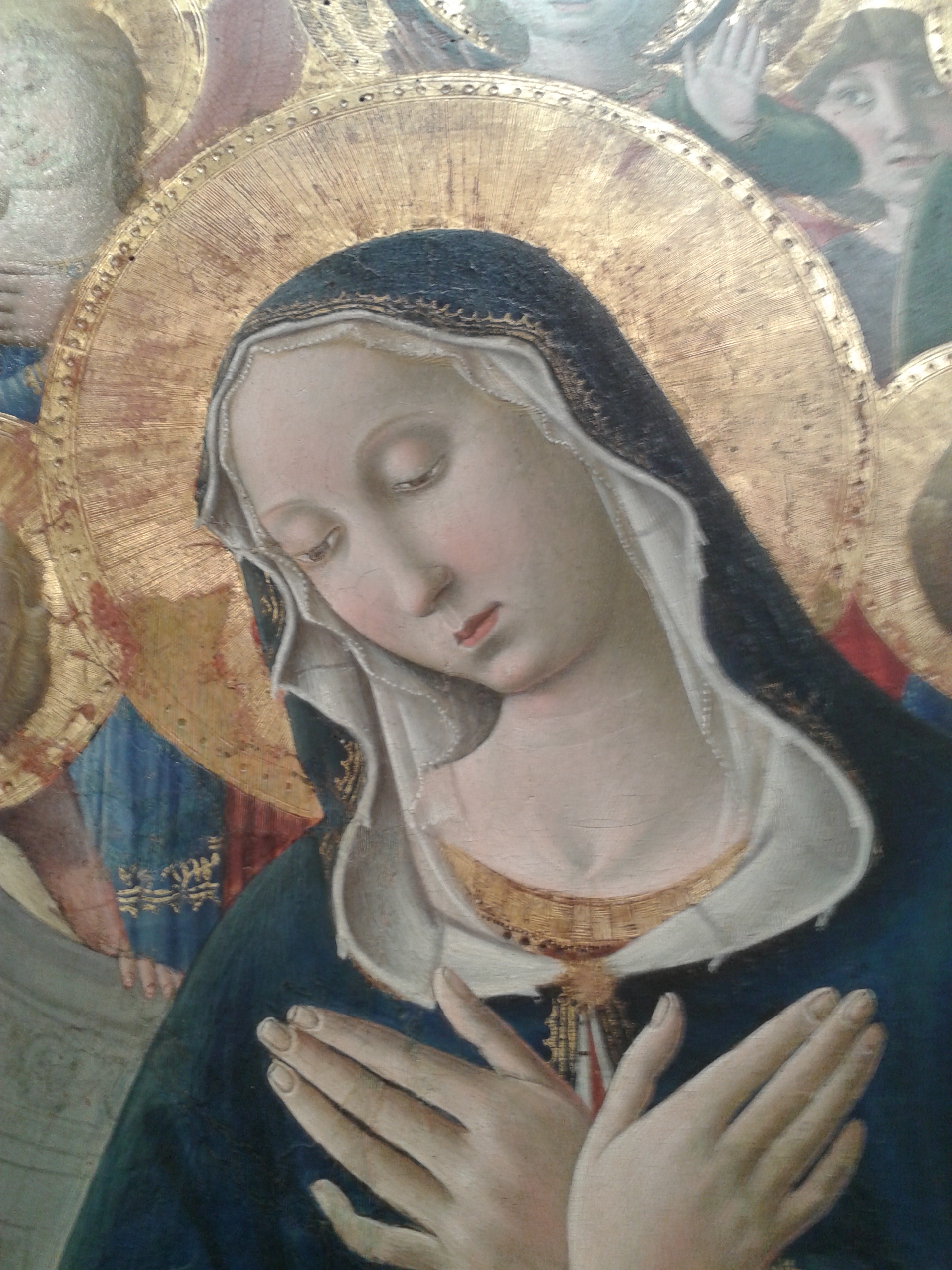
Particolare del volto della Madonna
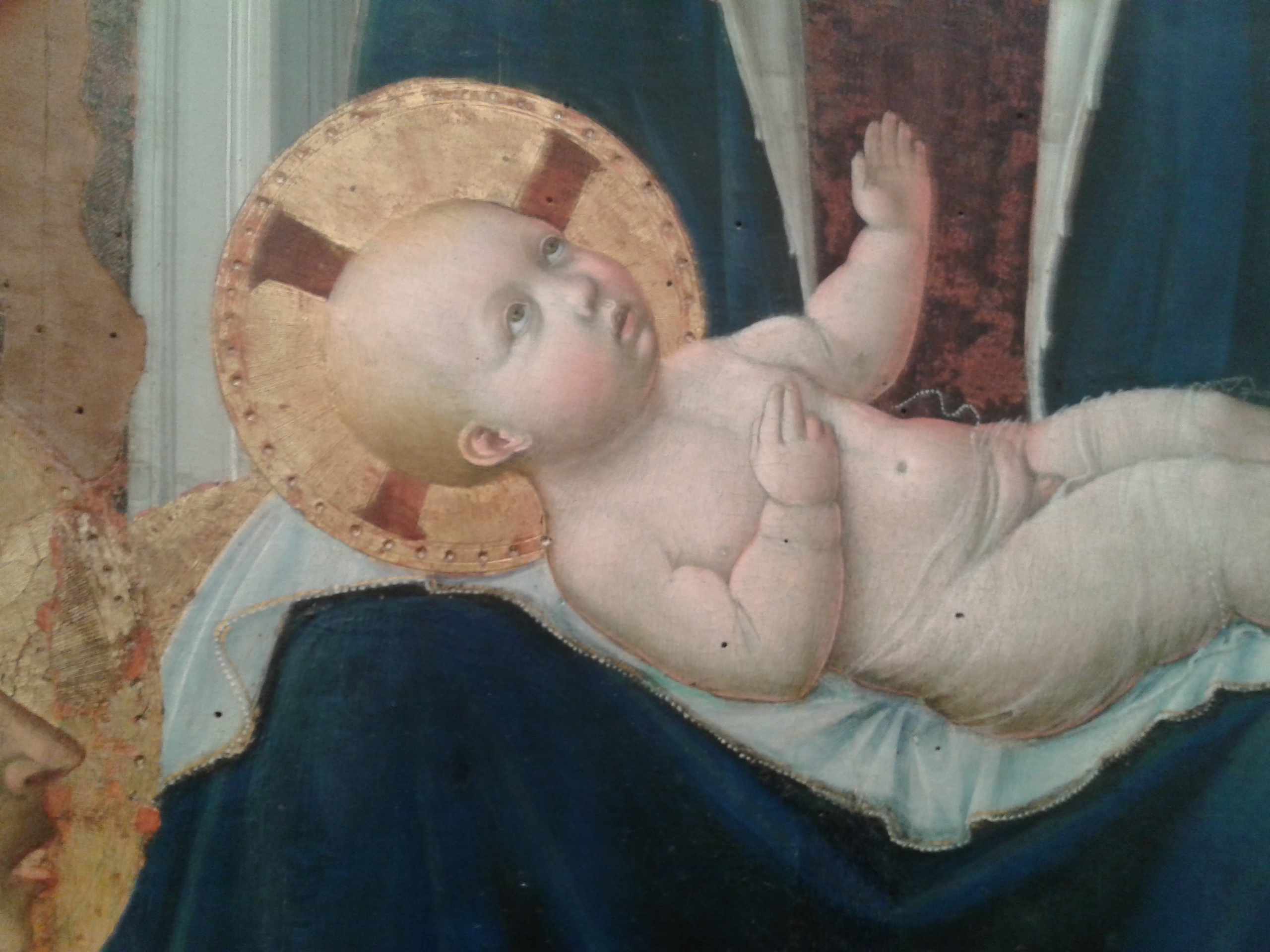
Particolare del Bambin Gesù
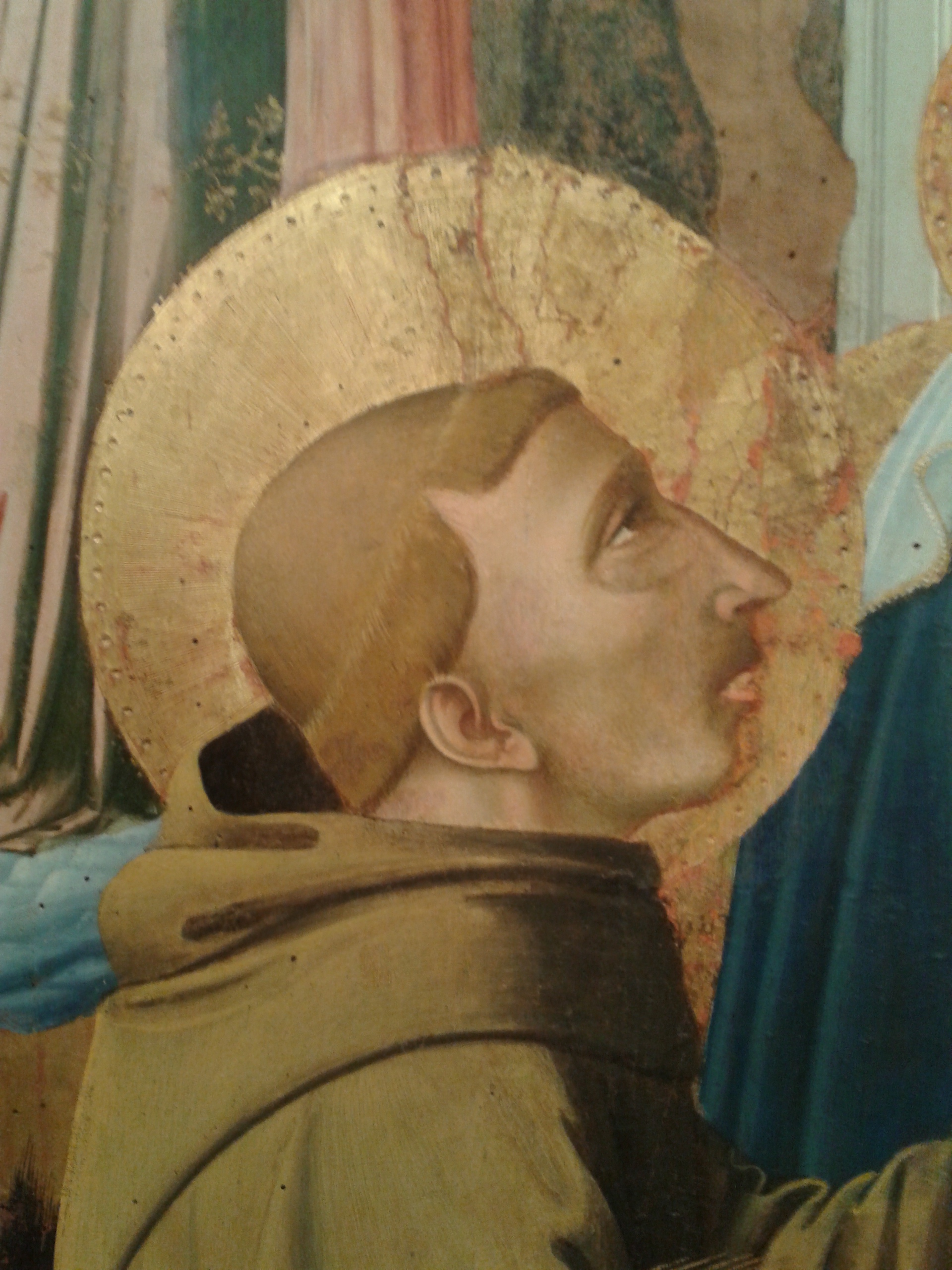
Particolare del volto di San Francesco
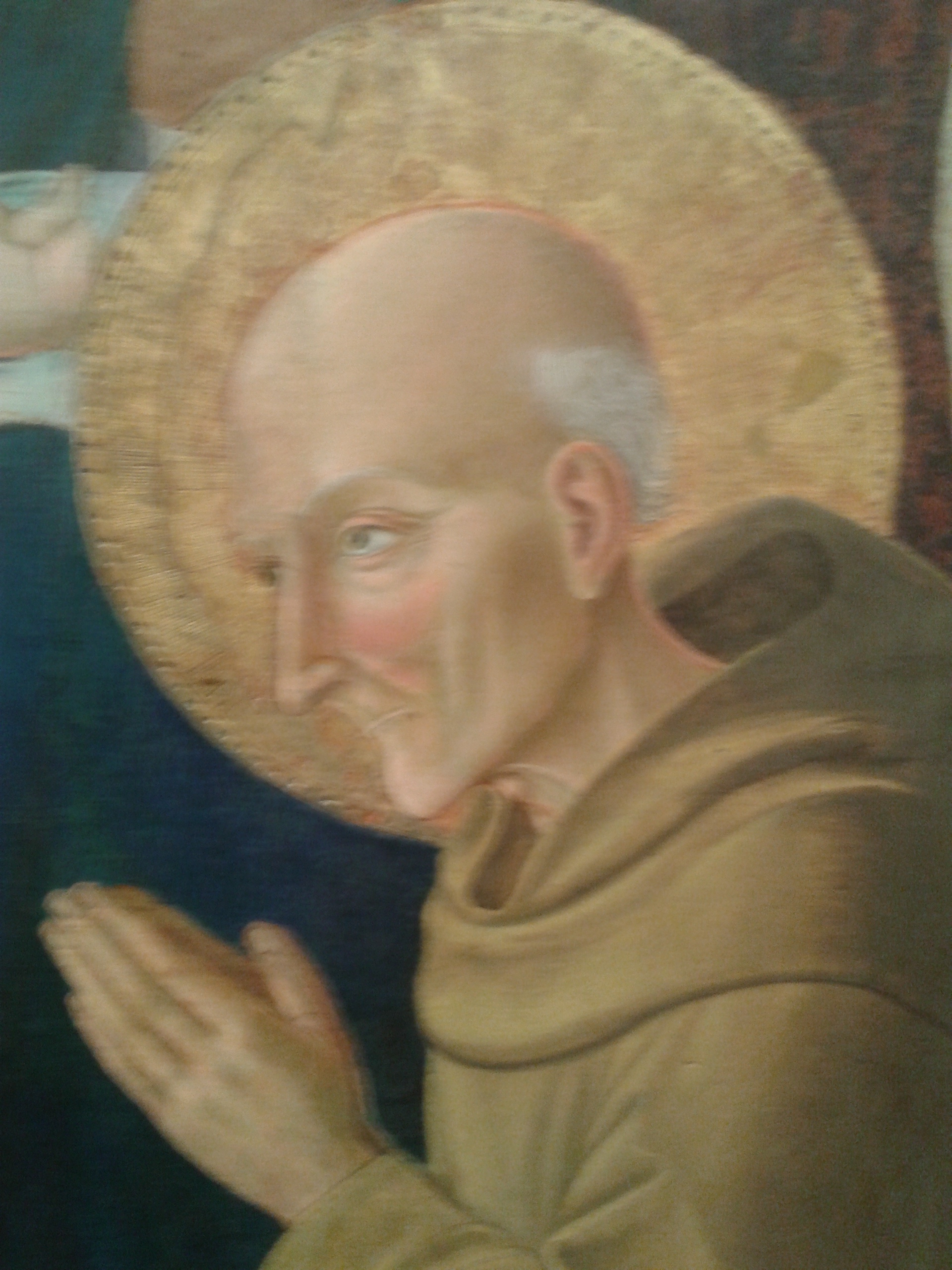
Particolare del volto di San Bernardino
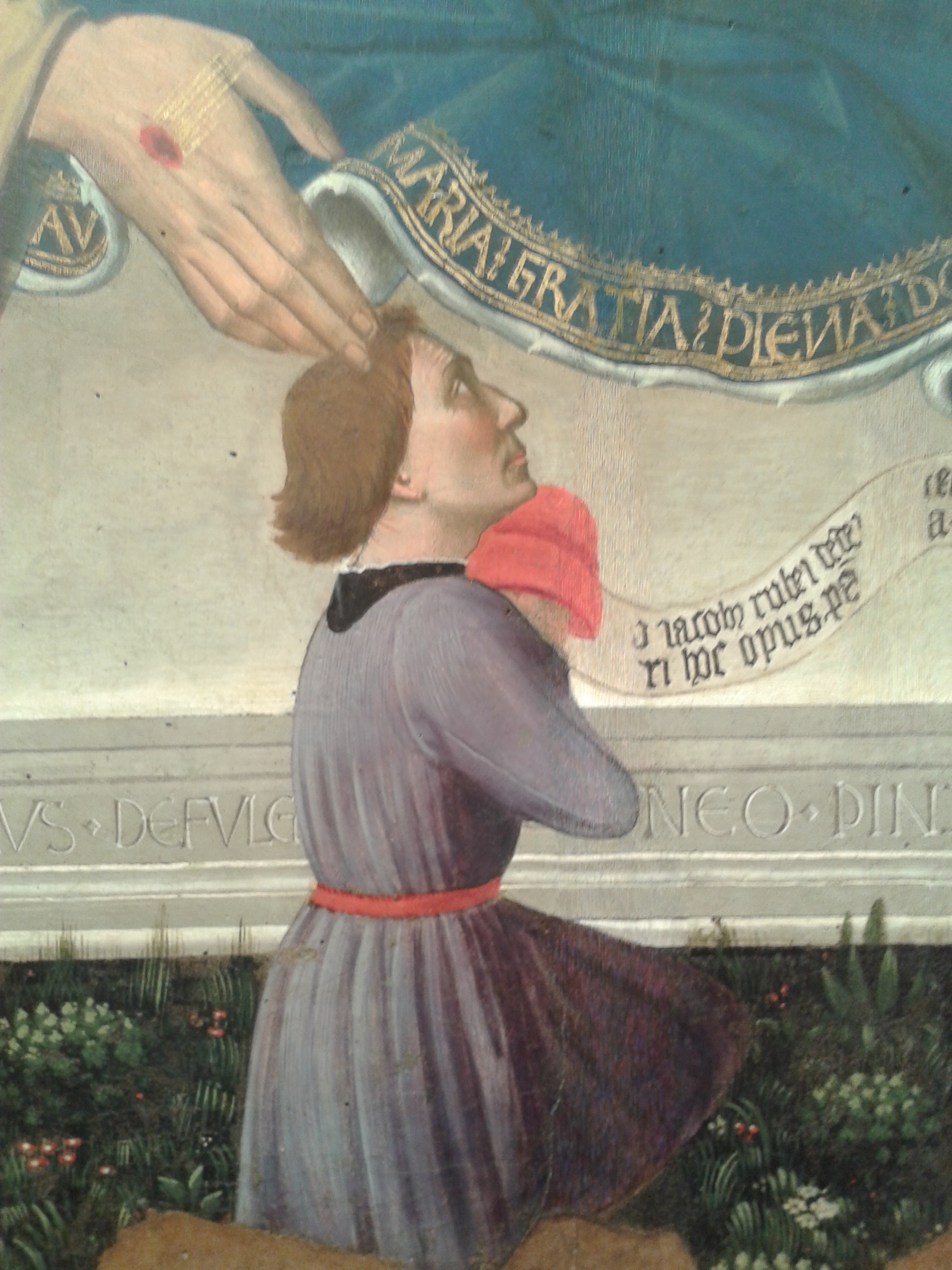
Particolare del donatore "Jacobus Rubei de Deruta"
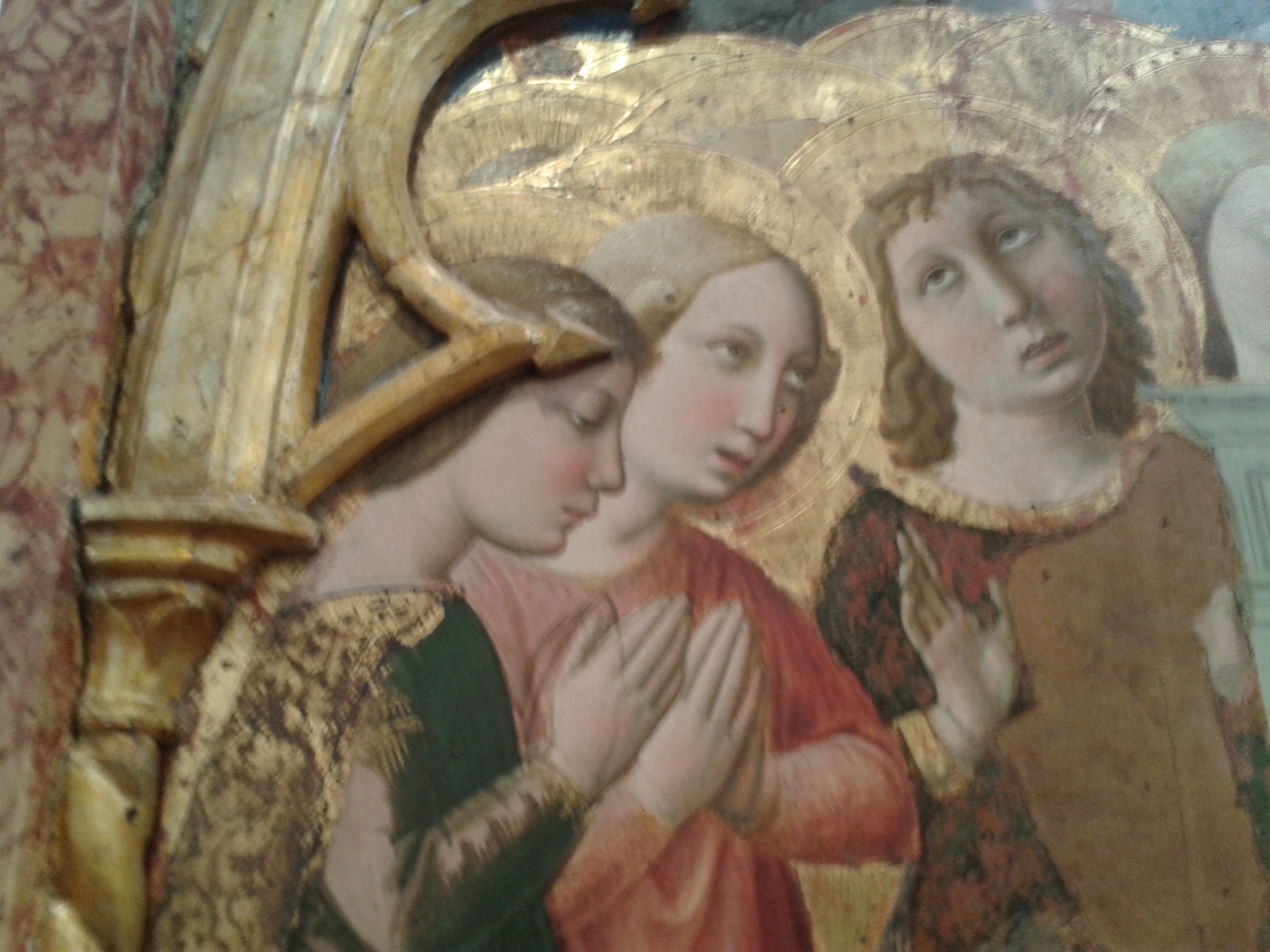
Particolare del coro di angeli a destra
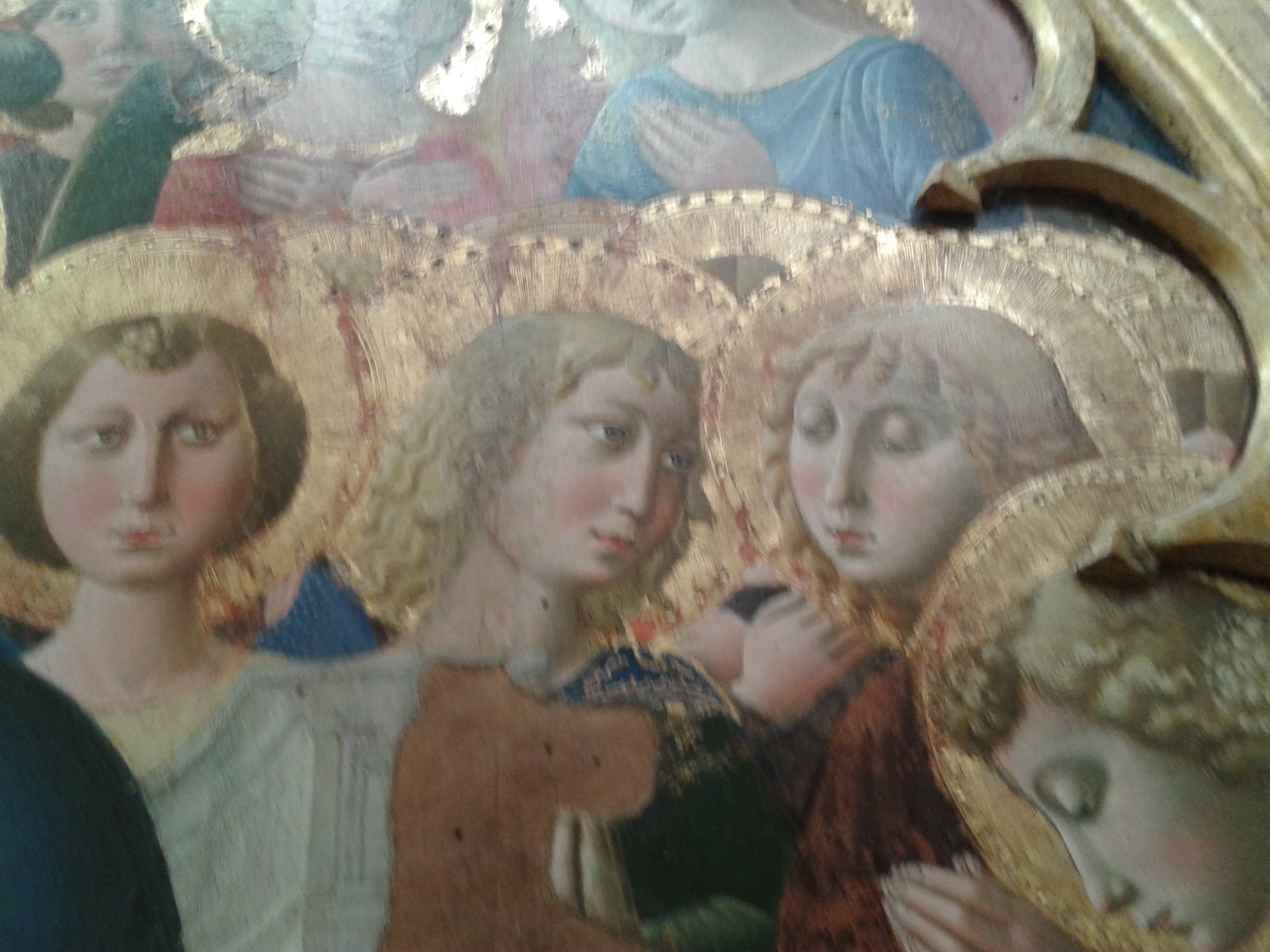
Particolare del coro di angeli a sinistra